# 日渡酒造
日渡酒造株式会社（ひわたししゅぞう）は、かつて茨城県日立市にあった蔵元である。
創業明治35年の老舗で、「黿龜（元亀／げんき）」、「至寶（至宝／しほう）」という銘柄の日本酒を製造・販売していた。
「至寶」は平成14酒造年度及び平成16酒造年度に独立法人酒類総合研究所が主催する全国新酒鑑評会において金賞を受賞している。
2011年に発生した東日本大震災により被災し休業し事実上の廃業となった。茨城県酒造組合のサイトには同年最後に掲載が削除されている。また2020年版のグーグルマップ上では酒蔵が解体され更地になっているのが確認できる。
2025年1月24日、日渡酒造株式会社を解散、登記を閉鎖した。

## 銘柄
- 黿龜（元亀／げんき）

大吟醸酒。原材料：米、米麹。アルコール分：17度以上18度未満。
- 至寶（至宝／しほう）

純米酒。原材料：米、米麹。アルコール分：15度以上16度未満。